# Zapikan
Zapikan je přírodní památka v oblasti Prešov.
Nachází se v katastrálním území obce Davidov v okrese Vranov nad Topľou v Prešovském kraji. Území bylo vyhlášeno v roce 1993 na rozloze 1,0 ha. Ochranné pásmo nebylo stanoveno.